# Ларції (рід)

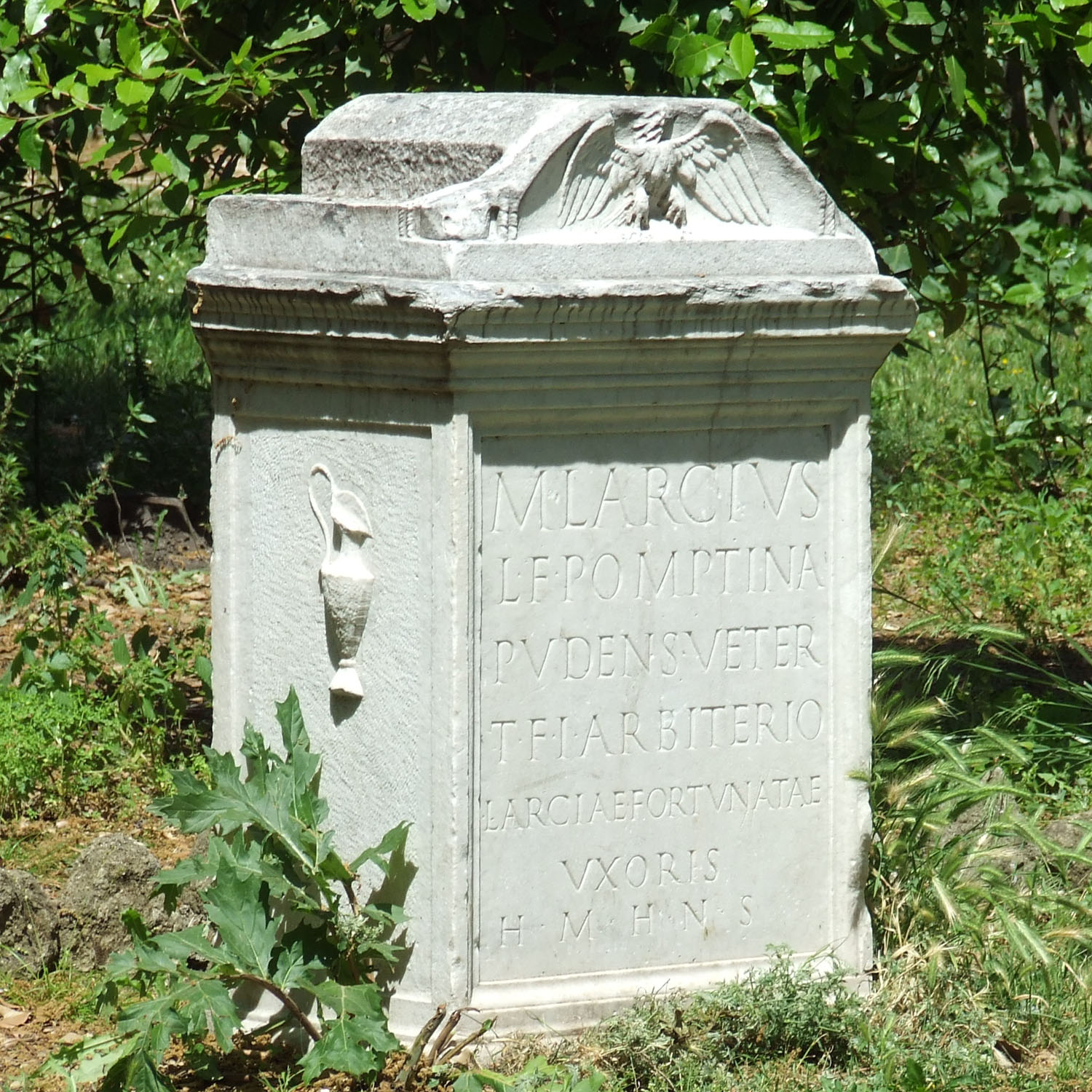
Похоронний пам'ятник представника роду Ларцієв

Ларції — римський патриціанський рід  етруського походження. Ларції походять від етруського Ларс («Пан»). Пересилився до Риму ще за часів царів. Його представники були серед активних прихильників Республіки. З середини V ст. до н.е. згадок про участь у політичному чи військовому житті не існує. Представники родини Ларціїв з'являються на державних посадах за римських імператорів з династій Флавіїв та Антонінів.

## Найвідоміші Ларції
- Тіт Ларцій Флав, консул 501 та 498 року до н. е., перший диктатор Римської республіки 501 року до н. е.
- Спурій Ларцій Флав, консул 506 та 490 року до н. е., був один із захисників Риму проти армії Порсени та Тарквінія II Гордого, займав посаду інтеррекса  у 482 році до н.е..
- Марк Ларцій Магн Помпей Сілон, консул-суффект 82 р. н. е.
- Авл Ларцій Прис, консул-суффект 110 р. н. е.
- Авл Марцій Македон, консул-суффект 124 р. н. е.
- Марк Понтій Леліан Ларцій Сабін, консул-суффект 145 р. н. е.